# Berend Grube
Berend Grube (Lubecca, 15 ottobre 1991) è un giocatore di football americano tedesco, che gioca come defensive end per i Tirol Raiders.
Dopo aver giocato dal 2007 al 2019 per le giovanili e la prima squadra dei Lübeck Cougars (con stagioni passate in high school e college) si trasferisce nel 2020 agli Elmshorn Fighting Pirates, ma il campionato è annullato a causa della pandemia di COVID-19; nel 2020 firma quindi con gli Hamburg Sea Devils e dal 2024 gioca nei Tirol Raiders.